# Nickelodeon Kids’ Choice Awards 2025
Die Nickelodeon Kids’ Choice Awards 2025 (KCA) fanden am 21. Juni 2025 im Barker Hangar in Los Angeles, Kalifornien statt. Es ist die 38. US-amerikanische Preisverleihung des Blimps, dabei handelt es sich um eine orangefarbene, zeppelinförmige Trophäe mit dem Logo des Senders Nickelodeon, die in verschiedenen Kategorien vergeben werden.
Die Preisverleihung wurde in der USA von der Sängerin Tyla moderiert.
Im deutschsprachigen Raum wurde die Verleihung am 25. Juni 2025 auf Nickelodeon ausgestrahlt.

## Auftritte

### Musik-Auftritte
Nickelodeon gab am 4. Juni 2025 bekannt, dass die Girlgroup Katseye einen Auftritt haben wird, darunter sollen sie ihren Song „Gnarly“ performen.
Am 19. Juni 2025 gab der Sender außerdem bekannt, dass mgk (ehemals bekannt als „Machine Gun Kelly“) auftreten wird und den Song „cliché“ von seinem neuen Album „Los Americana“ singen wird.

### Gäste
(Quelle: )
- Alex Warren
- Auliʻi Cravalho
- Benny Blanco
- Ice Spice
- Jack Black
- Jack Griffo
- Jacob Rodriguez
- Katelyn West
- Kel Mitchell
- Kira Kosarin
- Maia Kealoha
- Renee Montgomery
- SeanDoesMagic
- Samantha Lorraine
- Tony Hawk
- Victoria Monét

## Kategorien
Die Nominierungen wurden am 15. Mai 2025 bekannt gegeben. Seit diesem Tag können Kinder und Jugendliche über die Internetseite von Nickelodeon für ihre Kandidaten abstimmen.

### Fernsehen
| - Die Thundermans: Undercover - Ayla & The Mirrors - Bunk'd - Willkommen bei den echten Louds - Tyler Perry’s Young Dylan - Die Zauberer vom Waverly Place - XO, Kitty - Abbott Elementary - Cobra Kai - Gänsehaut: Die verschwundenen Kinder - Star Wars: Skeleton Crew - Der Herr der Ringe: Die Ringe der Macht - America's Got Talent - American Idol - American Ninja Warrior - America's Funniest Home Video - MasterChef Junior - The Masked Singer - SpongeBob Schwammkopf - Dragon Ball DAIMA - Monster High - Teen Titans Go! - Willkommen bei den Louds - Die Simpsons - Jack Griffo – Die Thundermans: Undercover - David Henrie – Die Zauberer vom Waverly Place - Dylan Gilmer – Tyler Perry’s Young Dylan - Hero Hunter – Tyler Perry’s Young Dylan - Israel Johnson – Bunk'd - Trevor Tordjman – Bunk'd | - Kira Kosarin – Die Thundermans: Undercover - Celina Smith – Tyler Perry’s Young Dylan - Janice LeAnn Brown – Die Zauberer vom Waverly Place - Mallory James Mahoney – Bunk'd - Maya Le Clark – Die Thundermans: Undercover - Miranda May – Bunk'd - Xolo Maridueña – Cobra Kai - Damon Wayans, Jr. – Poppa’s House - David Schwimmer – Gänsehaut: Die verschwundenen Kinder - George Lopez – Lopez vs Lopez - Jude Law – Star Wars: Skeleton Crew - Sam McCarthy – Gänsehaut: Die verschwundenen Kinder - Peyton List – Cobra Kai - Anna Cathcart – XO, Kitty - Janelle James – Abbott Elementary - Jayden Bartels – Gänsehaut: Die verschwundenen Kinder - Reba McEntire – Happy’s Place - Ryan Kiera Armstrong – Star Wars: Skeleton Crew |

### Film
| - Wicked - Ein Minecraft Film - Beetlejuice Beetlejuice - Captain America: Brave New World - Descendants: The Rise of Red - Paddington in Peru - Sonic the Hedgehog 3 - Thunderbolts* - Alles steht Kopf 2 - Ich – Einfach unverbesserlich 4 - Dog Man - Vaiana 2 - Mufasa: Der König der Löwen - Plankton: Der Film - Der wilde Roboter - Transformers One - Jack Black – Ein Minecraft Film - Chris Evans – Red One - Chris Pratt – The Electric State - Dwayne Johnson – Red One - Jason Momoa – Ein Minecraft Film - Jim Carrey – Sonic the Hedgehog 3 - Ariana Grande – Wicked - Cynthia Erivo – Wicked - Emma Myers – Ein Minecraft Film - Jenna Ortega – Beetlejuice Beetlejuice - Millie Bobby Brown – The Electric State - Winona Ryder – Beetlejuice Beetlejuice | - Dwayne Johnson – Vaiana 2 - Ben Schwartz – Sonic the Hedgehog 3 - Chris Hemsworth – Transformers One - Keanu Reeves – Sonic the Hedgehog 3 - Steve Carell – Ich – Einfach unverbesserlich 4 - Will Ferrell – Ich – Einfach unverbesserlich 4 - Auli’i Cravalho – Vaiana 2 - Amy Poehler – Alles steht Kopf 2 - Kristen Wiig – Ich – Einfach unverbesserlich 4 - Lupita Nyong’o – Der wilde Roboter - Maya Hawke – Alles steht Kopf 2 - Scarlett Johansson – Transformers One - Jim Carrey – Sonic the Hedgehog 3 - Frankie Grande – Henry Danger – Der Film - Harrison Ford – Captain America: Brave New World - Jeff Goldblum – Wicked - Michael Keaton – Beetlejuice Beetlejuice - Michelle Yeoh – Wicked - Rita Ora – Descendants: The Rise of Red - Emma Myers – Ein Minecraft Film - Anthony Mackie – Captain America: Brave New World - Florence Pugh – Thunderbolts* - Jace Norman – Henry Danger – Der Film - Jack Black – Ein Minecraft Film - Kylie Cantrall – Descendants: The Rise of Red - Sebastian Stan – Thunderbolts* |

### Musik
| - SZA - Ariana Grande - Billie Eilish - Cardi B - Katy Perry - Lady Gaga - Selena Gomez - Taylor Swift - Bruno Mars - Bad Bunny - Drake - Jelly Roll - Kendrick Lamar - Post Malone - The Weeknd - Travis Scott - Stray Kids - blink-182 - Coldplay - Imagine Dragons - Jonas Brothers - Linkin Park - TWICE - Taste – Sabrina Carpenter - Abracadabra – Lady Gaga - Cry For Me – The Weeknd - I Can Do It With a Broken Heart – Taylor Swift - squabble up – Kendrick Lamar - Wildflower – Billie Eilish - luther – Kendrick Lamar & SZA - APT. – ROSÉ & Bruno Mars - Call Me When You Break Up – Selena Gomez & Benny Blanco & Gracie Abrams - Die With A Smile – Lady Gaga & Bruno Mars - Please Please Please – Sabrina Carpenter & Dolly Parton - Show Me Love – WizTheMc & bees & honey & Tyla - Slow Motion – Marshmello & Jonas Brothers - Sabrina Carpenter - Addison Rae - Chappell Roan - Doechii - GloRilla - JENNIE - LISA - ROSÉ | - Benson Boone - Alex Warren - d4vd - Djo - Leon Thomas - Myles Smith - Shaboozey - Zach Bryan - Short n' Sweet – Sabrina Carpenter - Beautifully Broken – Jelly Roll - F-1 Trillion – Post Malone - Hurry Up Tomorrow – The Weeknd - I Said I Love You First – Selena Gomez & Benny Blanco - Mayhem – Lady Gaga - Wicked: The Soundtrack - Afrika: Tyla - Asien: Stray Kids - Australien: The Kid Laroi - Europa: David Guetta - Lateinamerika: Shakira - Nordamerika: Bruno Mars - Großbritannien: Ed Sheeran - Defying Gravity – Wicked - Can I Get A Chee Hoo – Vaiana 2 - Higher Love – Die Schlümpfe - I Always Wanted A Brother – Mufasa: Der König der Löwen - I Feel Alive – Ein Minecraft Film - Kiss the Sky – Der wilde Roboter - Popular – Wicked - Run It – Sonic the Hedgehog 3 - Bluest Flame – Selena Gomez & Benny Blanco - Apple – Charli xcx - Diet Pepsi – Addison Rae - Messy – Lola Young - Ordinary – Alex Warren - Pink Pony Club – Chappell Roan - Sports car – Tate McRae - That's So True – Gracie Abrams |

### Sport
| - Simone Biles - Alex Morgan - Angel Reese - Caitlin Clark - Coco Gauff - Jordan Chiles - Naomi Osaka - Sha'Carri Richardson | - LeBron James - Jalen Hurts - Jayson Tatum - Lionel Messi - Patrick Mahomes - Shohei Ohtani - Stephen Curry - Travis Kelce |

### Andere
| - MrBeast - Adam Rose - Dhar Mann - Keith Lee - Mark Rober - SeanDoesMagic - Salish Matter - Brooke Monk - Charli D'Amelio - Emma Chamberlain - Lexi Rivera - Sofie Dossi - Ms. Rachel - A for Adley - Danny Go! - Kids Diana Show - Ryan’s World - Toys and Colors - IShowSpeed - Aphmau - IBella - Kai Cenat - Ninja - Pokimane - Unspeakable | - Roblox - Fortnite - Just Dance 2025 Edition - Madden NFL 25 - Minecraft - Super Mario Party Jamboree - LOL Podcast - American Girl: The Smart Girl's Podcast - Are You Afraid of the Dark? - Avatar: Braving the Elements - Baby, This is Keke Palmer - New Heights with Jason & Travis Kelce - The Nikki & Brie Show - Super Great Kids'Stories |

### Sonderpreis
Neben der gewöhnlichen Kids’ Choice Awards Kategorien, gibt es in diesem Jahr wieder den Sonderpreis in der Kategorie „King of Comedy“.
- King of Comedy: Jack Black[3]
- Icon Award: Rihanna